# Mohammad Yusuf
Mohammad Yusuf (Kabul, 1917 – Germania, 23 gennaio 1998) è stato un politico afghano, fu Primo Ministro e Ministro degli Esteri dell'Afghanistan dal 10 marzo 1963 al 2 novembre 1965.
Fu un tecnocrate che servì sotto il regno di Mohammed Zahir Shah. Fu il primo Ministro afghano a non far parte della famiglia reale. Si dimise il 29 ottobre 1965.
Il predecessore di Yusuf, Mohammed Daud Khan, era stato Ministro delle Miniere e delle Industrie negli anni 1950; suo successore fu invece Mohammad Hashim Maiwandwal, già ambasciatore dell'Afghanistan alle Nazioni Unite.